# Kees Schilperoort
Cornelis (Kees) Schilperoort (Apeldoorn, 28 november 1917 – Hilversum, 26 december 1999) was een Nederlands cabaretier en presentator van radio- en televisieprogramma's. Daarnaast sprak hij de stem in van professor Hannibal in de tekenfilm Alfred J. Kwak (1989).

## Biografie
Schilperoort werd geboren te Apeldoorn. Hij bezocht de koninklijke hbs "Prins Hendrik der Nederlanden" in Apeldoorn en studeerde enkele jaren economie. Daarna werkte hij op Paleis Het Loo voor koningin Wilhelmina en vanaf 19 oktober 1946 bij de omroep. Aanvankelijk werkte hij voor de VARA, waar hij als conferencier debuteerde in het variété-programma En nu ... oké! onder het pseudoniem Gait-Jan Kruutmoes. In 1948 stapte hij als niet-katholiek over naar de KRO. Onder zijn schuilnaam presenteerde hij het radioprogramma De Boertjes van Buuten, dat vanaf 30 juni 1966 op televisie verscheen onder de titel Mik. Een bekende Nederlander werd hij onder andere als vast panellid van het komische programma Kopstukken. Later presenteerde hij het televisieprogramma Het Gulden Schot. Ook was hij een keer te gast in de geruchtmakende Fred Hachéshow van de VPRO (begin jaren 70). Van 1983-1985 werkte hij mee aan het satirische televisieprogramma Hollanders. 
Schilperoort werd echter vooral bekend door het telefoonspelletje Raden maar, een onderdeel van het KRO-radioprogramma Van twaalf tot twee, dat elke werkdag tussen twaalf en twee uur werd uitgezonden. Schilperoort liet een geluid horen en de luisteraars moesten raden welk geluid het was. Lukte dit niet, dan werd de prijs met vijftig gulden verhoogd, tot een maximum van 1000 gulden werd bereikt. Hij presenteerde het spelletje van 1967 tot 1976. Schilperoort speelde het spelletje ook in het televisieprogramma Studio Vrij.
In 1981 ging Schilperoort met pensioen, maar vanaf mei 1982 werkte hij weer, ditmaal voor Veronica. Daar presenteerde hij opnieuw een programma met de titel Raden maar, eveneens van twaalf tot twee, maar nu van twaalf tot twee in de nacht. Toen de KRO hiertegen bezwaar maakte, werd het programma aangepast. Voortaan heette het De Stemband en moest niet een geluid, maar de stem van een bekende Nederlander worden geraden. Schilperoort presenteerde het programma onder andere samen met Annette van Trigt, Erik de Zwart en Jeroen van Inkel op Hilversum 1 en vanaf de nacht van 6 op 7 december 1985 op Radio 2. Hij publiceerde ook een wekelijkse humoristische column in De Telegraaf. Toen Erik de Zwart na zijn laatste uitzendingen op zaterdag 31 oktober 1992 Veronica verliet en mede Radio 538 oprichtte, stapten Schilperoort en een groot deel van het Veronica Radio 2 en Radio 3 dj team (Michael Pilarczyk, Wessel van Diepen, Bart van Leeuwen, Wil Luikinga, Chiel van Praag) mee over naar deze commerciële radiozender. Schilperoort presenteerde daar De Piepshow. In de nacht van 25 op 26 september 1998 stopte hij definitief met werken, een feit dat zelfs het ANP-radionieuws haalde.
Schilperoort overleed op 82-jarige leeftijd aan een nierziekte in zijn woonplaats Hilversum.
In juni 2003 werd het programma De Stemband uitgeroepen tot leukste radioprogramma aller tijden. De bijbehorende prijs, de Zilveren Prijsz Telefoon werd uitgereikt aan Schilperoorts zoon.
- International Standard Name Identifier: 0000 0003 6917 1281
- MusicBrainz: faa68335-ae4e-4fc3-80e2-a0de16613bc8
- Nederlandse Thesaurus van Auteursnamen: 068214960
- Virtual International Authority File: 287207218
- WorldCat: E39PBJg4gBxvXhvvKFjcrRHKVC